# Isarco
L'Isarco (in tedesco Eisack, Isarch in ladino, Isarus o Isarcus in latinο, in greco antico: Ίσαρχος?, Ísarchos) è un fiume del nord Italia, nasce nell'Alta Vall'Isarco in Alto Adige, nei pressi del passo del Brennero, passa per il paese di Vipiteno, prima di scendere lungo la val d'Isarco.

## Corso del fiume
Dopo un corso di oltre 90 chilometri lungo l'omonima valle, confluisce nell'Adige presso Bolzano, come suo principale tributario di sinistra, presentando portata maggiore del segmento superiore dell'Adige stesso.
I suoi principali affluenti sono:
- il rio Fleres, a Colle Isarco
- il rio di Vizze ed il rio Ridanna, a Vipiteno
- la Rienza, a Bressanone
- il rio Gardena, a Ponte Gardena
- il rio Bria, a Prato all'Isarco
- l'Ega, a Cardano
- il Talvera, a Bolzano

Nel proprio percorso bagna le seguenti località:
- Vipiteno
- Bressanone
- Chiusa
- Bolzano

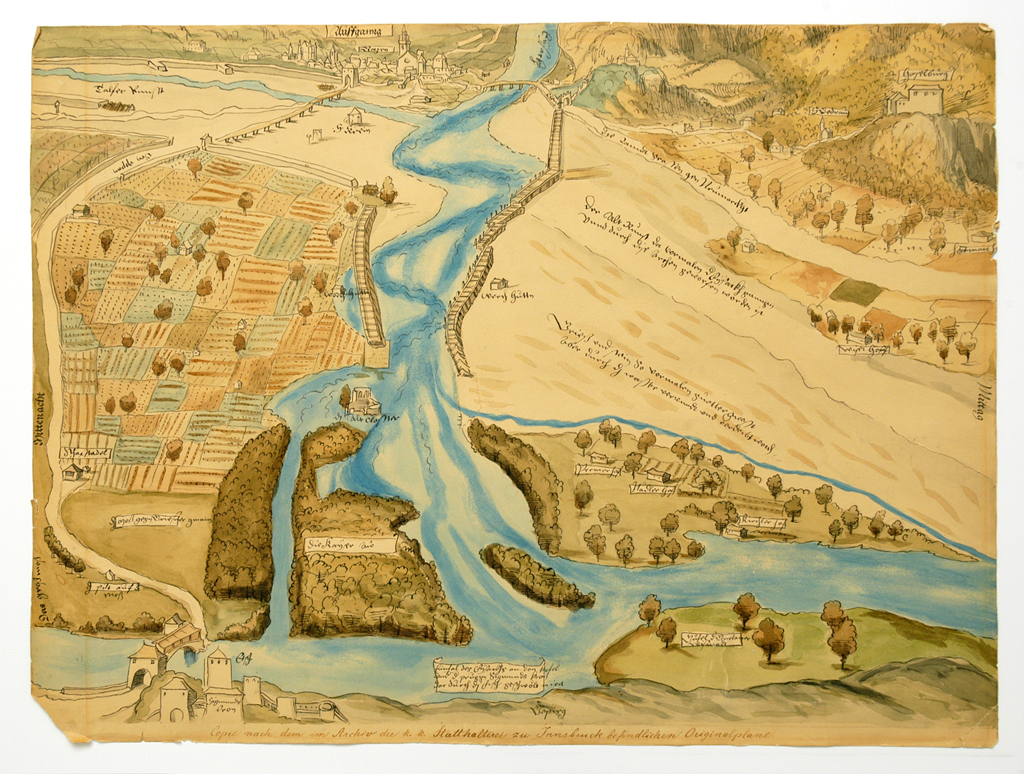
L'Isarco esondato a Bolzano nel 1541, disegno di Leonhard Hörtmair. Si vede chiaramente il fiume con meandro, con l'apporto del Talvera in alto a sinistra. Sullo sfondo il ponte sull'Isarco

Grazie ad una portata media di 78 m³/s (a valle della confluenza con la Rienza che ha una portata compresa fra le 10 e le 20 volte quella dell'Isarco) ed alla forte pendenza (oltre il 250% tra Brennero e Colle Isarco), sul fiume sono stati costruiti numerosi impianti idroelettrici, un esempio è il lago di Fortezza.

## Storia
L'Isarco ha causato spesso alluvioni, specie nel tratto pianeggiante della conca di Bolzano ove gli si aggiunge il Talvera. In occasione dell'alluvione del 1541, l'allora borgomastro di Bolzano, Leonhard Hiertmair o Hörtmair, ha effettuato uno schizzo aquarellato destinato al governo del Tirolo con lo scopo di documentare i danni agli argini fluviali e chiedere conseguentemente lo stato di calamità.
Di particolare importanza per le comunicazioni e i traffici locali e pure transalpini (via del Brennero), fu a Bolzano il ponte sull'Isarco (Eisackbrücke), attestato sin dal Duecento, collocato ai piedi del Virgolo (odierno ponte Loreto). Due ordinamenti giuridici del tipo Weistum del 1239 e 1272 ne regolavano i tributi e la continua manutenzione ad opera della comunità, indicando nel conte del Tirolo il iusticiarius ed advocatus pontis.